# Stenostephanus hondurensis
Stenostephanus hondurensis är en akantusväxtart som beskrevs av T.F.Daniel. Stenostephanus hondurensis ingår i släktet Stenostephanus och familjen akantusväxter. Inga underarter finns listade i Catalogue of Life.